# Pericrocotus cinnamomeus
Pericrocotus cinnamomeus е вид птица от семейство Campephagidae.

## Разпространение
Видът е разпространен в Бангладеш, Бутан, Виетнам, Индия, Индонезия, Камбоджа, Лаос, Мианмар, Непал, Пакистан, Тайланд и Шри Ланка.